# Donald A. Gillies
Donald A. Gillies (1944) è un filosofo britannico, storico della scienza e della matematica, professore emerito presso l'University College di Londra.

## Carriera
Dopo gli studi universitari in matematica e filosofia a Cambridge dove fu studente di Karl Popper e Imre Lakatos alla London School of Economics, dove ha completato un dottorato di ricerca sulle basi della probabilità. Gillies è stato ex presidente, ed è attualmente vicepresidente, della British Society for the Philosophy of Science. Dal 1982 al 1985 è stato editore del British Journal for the Philosophy of Science .
Gillies è noto principalmente per il suo lavoro sulla "Bayesian confirmation theory", un tentativo di semplificare ed estendere la teoria della corroborazione di Popper. Nell'ambito della filosofia della scienza Gillies si è interessato in particolare delle basi della probabilità, della filosofia della logica e della matematica; ha anche studiato le interazioni dell'intelligenza artificiale con alcuni aspetti della filosofia, tra cui la probabilità, la logica, la causalità e il metodo scientifico.